# ДиноПарк Белгород
Белгородский парк динозавров (Общество с ограниченной ответственностью «Белгородский парк динозавров») — парк динозавров в Белгороде. Рядом расположен Белгородский зоопарк.

## История
Строить парк динозавров в урочище Сосновка (Мачурина роща) на пересечении улиц Волчанская и Песчаная по адресу улица Волчанская 292д начали осенью 2016 года.  В строительстве парка участвовали ГК «Агро-Белогорье» и чешская WestMedia. Для реализации проекта создана компания ООО «Динопарк», которую на тот момент возглавила первый заместитель главы «Агро-Белогорье» Лариса Владимировна Ковалёва. Открытие состоялось в День города — 5 августа 2017 года. Площадь динопарка — 8,4 га. Проект обошелся в 181 млн рублей, в финансирование участвовала ГК «Агро-Белогорье». В экспозицию входят 88 фигур статичных и роботизированных динозавров, также на территории парка есть музей, детская палеонтологическая площадка, гриль, магазин сувениров и кинотеатр. Динозавры в экспозиции созданы вручную. Сейсмозавр является самой большой фигурой и имеет длину — 29 метром, высоту — 4 метра.

## Достижения
Открытие парка динозавров мэрия Белгорода признала главным событием 2017 года.

## Посещаемость
Летний период, с 01 апреля по 31 октября — с 10 до 21 часов. В зимний период парк динозавров закрывается, так как роботизированные фигуры невозможно эксплуатировать в зимнее время. Динозавров извлекают из водоёмов, а парящих между сосен птерозавров, как и ещё два десятка мелких обитателей парка, демонтируют и переносят в закрытые помещения. Стоимость билетов: взрослые — 450 руб., детские — 150 руб. (дети с 5 до 16 лет). Дети до 5 лет посещают парк бесплатно. Есть льготы для пенсионеров, инвалидов, ветеранов Великой Отечественной войны и многодетных семей.

## Транспорт
Для посетителей парка динозавров предусмотрена автомобильная парковка.
Рядом находится остановка «Зоопарк», через которую проходят маршруты автобусов городского общественного транспорта Белгорода № 103 и 129.